# Der Trank der Unsterblichkeit
Der Trank der Unsterblichkeit ist eine Romantische Oper in vier Akten von E. T. A. Hoffmann. Julius von Soden verfasste das Libretto der 1808 komponierten Oper. Uraufgeführt wurde sie allerdings erst am 28. April 2012 durch das Theater Erfurt.

## Handlung
Der wohlhabende Edelmann Namarand ist auf der Suche nach Unsterblichkeit und ewigem Reichtum. Ein Einsiedler rät ihm, eine Priesterversammlung zu besuchen. Man weist ihn darauf hin, dass nur die Tugend unsterblich sei. Dennoch gibt er sein Ziel nicht auf. Er schlägt sogar das Angebot des persischen Schach Schemzaddin aus, der ihn zu seinem Großwesir ernennen will. Der Schach wird zornig. Er lässt Namarands Lieblingsfrau Mirza entführen und in seinen Harem bringen. Namarand versinkt daraufhin in Trauer. Ein Genius reicht ihm einen Trank, mit dem er die ersehnte Unsterblichkeit erlangen kann. Namarand schläft ein. In seinem Traum sieht er eine Zukunft, in der alle Menschen altern und sterben. Nur er selbst bleibt unverändert jung. Der nun herrschende Schach, ein Enkel Schemzaddins, sieht ihn als Bedrohung an. Er lässt ihn verhaften. Schließlich erwacht Namarand. Er gibt sein Streben nach Unsterblichkeit auf, akzeptiert die Ernennung zum Großwesir und wird wieder mit seiner Frau vereint.:4

## Gestaltung
Die Oper ist nicht durchkomponiert. Sie besteht aus einer Ouvertüre und achtzehn Musiknummern, zwischen denen sich die Handlung in Form von gesprochenem Text entwickelt. Die Aufteilung der einzelnen Stücke war bereits durch das Libretto vorgegeben. Hoffmann ergänzte wie damals üblich die Ouvertüre und die Zwischenaktmusiken. Auch der türkische Marsch Nr. 4 und das Auftritts-Largo des Namarand Nr. 11 sind Zutaten des Komponisten.:14
Eher ungewöhnlich ist die verwendete Technik des Melodrams, bei der gesprochener Text instrumental begleitet wird. Hoffmann nutzte sie im Rezitativ Nr. 3, in der von Soden eigentlich als Duett vorgesehenen Nr. 6 und in der Nr. 12 am Ende des zweiten Akts.:14f
Die Nummern tragen die folgenden Bezeichnungen::13
- Overtura
- Nr. 1. Introduzzione [zum 1. Akt]
- Nr. 2. Recitativo e Coro
- Nr. 3. Recitativo e Duetto
- Nr. 4. Marcia turca (zur zehnten Scene beym Auftreten des Schachs mit Gefolge)
- Nr. 5. Recitativo e Aria
- Nr. 6. (Zur fünfzehnten Szene: die hintere Bühne beleuchtet sich etc.) [Melodram]
- Nr. 7. Aria
- Nr. 8. Finale
- Nr. 9. Introduzzione [zum 2. Akt]
- Nr. 10. Arietta
- Nr. 11. (Zur fünften Szene: Namarand tritt mit verschlungenen Armen etc. hinein)
- Nr. 12. Finale
- Nr. 13. Introduzzione [zum 3. Akt]
- Nr. 14. Recitativo ed Aria
- Nr. 15. Finale
- Nr. 16. Introduzzione [zum 4. Akt]
- Nr. 17. Recitativo e Aria
- Nr. 18. Finale

## Werkgeschichte
Die Romantische Oper Der Trank der Unsterblichkeit komponierte E. T. A. Hoffmann 1808 auf einen Text von Julius von Soden aus dem Jahr 1806. Soden war damals Leiter des Theaters in Bamberg. Er hatte 1807 im Allgemeinen Reichsanzeiger eine Stellenanzeige für die Position des neuen Musikdirektors seines Theaters aufgegeben. Hoffmann bewarb sich darauf und schickte Soden die Oper als Probearbeit zum Beweis seiner Fähigkeiten. Er wurde daraufhin als Musikdirektor angestellt.:8
Das Libretto basiert auf der Erzählung The History of Nourjahad der irischen Schriftstellerin Frances Sheridan (1724–1766), die 1767 postum erschienen und kurz darauf auf Deutsch als Die Geschichte des Nourjahad herausgekommen war. Das Motiv des erwachenden Schläfers tauchte bereits 1595 in der Rahmenhandlung von Shakespeares Komödie The Taming of the Shrew (Der Widerspenstigen Zähmung) auf.:10 Soden ergänzte einen Prolog, der auf der 1796 erschienenen Erzählung Alexander und der Quell der Unsterblichkeit von August Gottlieb Meißner basiert. Deren Held ist ähnlich wie Namarand auf der Suche nach einem Unsterblichkeitstrank und wird von einem Einsiedler zu einer Priesterversammlung geschickt. Die eigentliche Opernhandlung folgt im Wesentlichen der Erzählung Sheridans. Soden änderte jedoch den Namen der Hauptfigur.:11
Hoffmann komponierte die Oper ohne Zuhilfenahme eines Klaviers. Er schrieb die Noten direkt aus dem Kopf nieder. Dabei notierte er die transponierenden Bläserstimmen der Einfachheit halber direkt in C-Dur statt in der jeweils üblichen Transposition.
Zu einer Aufführung des Tranks der Unsterblichkeit in Bamberg kam es damals nicht, da Soden an das Würzburger Theater wechselte.:12 Die Partitur blieb liegen und wurde von der Staatsbibliothek zu Berlin verwahrt. Im Werkverzeichnis des Komponisten erhielt sie die Nummer 34.
Erst 1997 wurde am Musikwissenschaftlichen Seminar in Detmold das Aufführungsmaterial der Oper erstellt. Am 18. Januar 1998 wurde zunächst die Ouvertüre durch die Deutsche Kammerakademie Neuss unter Johannes Goritzki uraufgeführt und kurz darauf auf CD eingespielt (E.T.A. Hoffmann: Musik für die Bühne, cpo).
Die Uraufführung der vollständigen Oper fand erst am 28. April 2012 im Theater Erfurt statt. Die musikalische Leitung des Philharmonischen Orchesters Erfurt und des Opernchors des Theaters Erfurt hatte Samuel Bächli. Die Inszenierung stammte von Peter P. Pachl, die Ausstattung von Robert Pflanz und die Dramaturgie von Arne Langer. Es sangen Uwe Stickert (Namarand), Sebastian Pilgrim (Schemzaddin), Jörg Rathmann (Hassem), Marisca Mulder (Mirza), Julia Neumann (Mandane), Reinhard Friedrich (Zamgrad), Christian Schlegel (Ein Einsiedler), Dario Süß (Iman / Offizier der Leibwache), Wieland Lemke / Gonzalo Simonetti (Oberpriester), Nicole Enßle (Fatime), Sylvia Wiryadi (Theone) und Antje Koark (Zaide).:16f